# Российская таможенная академия
Росси́йская тамо́женная акаде́мия (РТА; полное официальное наименование — «Государственное казенное образовательное учреждение высшего образования „Российская таможенная академия“») — российское государственное высшее учебное заведение, готовящее профессиональные кадры для таможенных органов России и стран СНГ. Входит в структуру Федеральной таможенной службы Российской Федерации, являющейся учредителем академии. Первый и единственный в России специализированный вуз, занимающийся подготовкой и переподготовкой специалистов в области таможенного дела. Расположена в Люберцах, имеет филиалы в Санкт-Петербурге, Владивостоке и Ростове-на-Дону.

## История
25 октября 1991 года был создан Государственный таможенный комитет Российской Федерации. Для подготовки профессиональных кадров 22 сентября 1993 года Постановлением Совета Министров № 940 была создана Российская таможенная академия, получившая статус федерального государственного учреждения. Первый учебный год начался 2 октября 1994, возглавил академию доктор философских наук, генерал-полковник таможенной службы Николай Блинов.
С 2006 года по 2015 год начальником академии являлся генерал-полковник запаса Виктор Чечеватов, ранее возглавлявший Военную академию Генерального штаба Вооружённых Сил.
С 16 апреля 2015 года по 15 апреля 2023 года (уволен из таможенных органов приказом ФТС России  №901-КС от 10 апреля 2023 года) должность начальника Российской таможенной академии занимал доктор экономических наук, профессор, генерал-майор таможенной службы Владимир Мантусов.
7 июля 2022 года суд в Подмосковье санкционировал арест проректора Российской таможенной академии Залима Керефова, обвиняемого в незаконном сбыте 2 кг наркотиков, который 29 июля покончил с собой в СИЗО.

## Структура
Структуру Российской таможенной академии составляют три факультета (таможенного дела, экономический и юридический), а также три института (Институт дистанционного обучения, переподготовки и повышения квалификации, Научно-исследовательский институт и Институт правоохранительной деятельности). Учебный процесс организуют 24 кафедры.
В РТА существует многоуровневая система высшего образования: бакалавриат — 4 года, специалитет — 5 лет, магистратура — 2 года, аспирантура — 3-4 года (в зависимости от направления обучения). Направления бакалавриата: «Экономика», «Менеджмент», «Юриспруденция», «Товароведение», «Прикладная информатика»; специалитета: «Таможенное дело»; магистратуры: «Юриспруденция», «Экономика», «Менеджмент»; аспирантуры — «Экономика», «Юриспруденция», «Информатика и вычислительная техника».
В Российской таможенной академии реализуются очная, очно-заочная и заочная формы обучения.

### Филиалы
Российская таможенная академия имеет три филиала:
- Санкт-Петербургский филиал имени В. Б. Бобкова на улице Софийской, д. 52, лит. А (образован приказом ГТК России от 15 августа 1994 г. № 415);
- Владивостокский филиал на улице Стрелковой, 16в (образован приказом ГТК России от 21 декабря 1994 г. № 681);
- Ростовский филиал на Будённовском проспекте, 20 (образован приказом ГТК России от 30 июня 1995 г. № 433).

## Символика

### Эмблема
Приказом ФТС России от 21 ноября 2006 года № 1194 «Об учреждении геральдических знаков — эмблем и утверждении рисунков, описаний эмблем для структурных подразделений ФТС России, региональных таможенных управлений и подчиненных им таможен, таможен, непосредственно подчиненных ФТС России, и учреждений, находящихся в ведении ФТС России» была утверждена эмблема Российской таможенной академии. Она представляет собой прямоугольный геральдический щит, нижняя сторона которого изображена в виде фигурной скобки; щит разделён тонкой золотистой каймой на две части. В верхней части, составляющей одну треть площади щита, — факел и кадуцей золотистого цвета, расположенные накрест в поле ярко-зеленого цвета. В нижней части — малая эмблема Российской таможенной академии. Щит изображен на фоне золотистого цвета орла Государственного герба Российской Федерации. Щит обрамлен серебристыми лавровыми ветвями. Ветви переплетены лентой ярко-зеленого цвета с тонкой золотистой каймой. На ленте, проходящей под щитом, изображено золотистыми литерами полное или сокращенное название Российской таможенной академии.

### Форменная одежда
В соответствии с частью 1 статьи 38 Федерального закона Российской Федерации от 29 декабря 2012 года № 273-ФЗ «Об образовании в Российской Федерации» и приказом ФТС России от 06 августа 2013 года № 1459 «Об установлении формы одежды, правил её ношения и знаков различия, определении нормы снабжения и порядка обеспечения форменной одеждой студентов государственного казённого образовательного учреждения высшего профессионального образования „Российская таможенная академия“ ФТС России» для студентов РТА установлена специальная форменная одежда.